# SQL:2016
SQL:2016 или ISO/IEC 9075:2016 (под общим названием «Информационные технологии — Языки баз данных — SQL») — восьмая ревизия стандарта ISO (1987) и ANSI (1986) языка запросов баз данных SQL. Она была формально принята в декабре 2016 года. Стандарт состоит из 9 частей, которые в некоторых деталях описаны на странице SQL.

## Новые особенности
Стандарт SQL:2016 представил 44 новые опциональные функции. 22 из них принадлежат JSON функциональности, 10 других связаны с полиморфными табличными функциями. Дополнения к стандарту включают:
- JSON: Функции для создания JSON документов, доступа к частям JSON документов и проверки содержания строки на наличие корректного формата данных JSON
- Распознавание паттернов в строках (Row Pattern Recognition): Сопоставление последовательности строк с паттернами регулярных выражений
- Форматирование и разбор даты и времени
- LISTAGG: Функция для преобразования значений из группы строк в строку с разделителями

```
SELECT LISTAGG (id, '-' ON OVERFLOW TRUNCATE) as id_list
FROM tanya_eto
```

- Полиморфные табличные функции: табличные функции без предопределенного возвращаемого типа
- Новый тип данных DECFLOAT